# Бурда Максим Едуардович
Максим Едуардович Бурда (позивний «Фотограф»; 30 січня 1997, м. Ковель, Волинська область — 26 січня 2023, біля м. Бахмут, Донецька область) — український фотограф, громадський активіст, військовослужбовець, солдат 3 ОШБр Збройних сил України, учасник російсько-української війни. Нагороджений орденом «За мужність» III ступеня Президентом України (2023, посмертно) та медаллю «За жертовність любов до України» Православною Церквою України (2023, посмертно). Почесний громадянин міста Ковеля (2023, посмертно).  Сайт памʼяті Максима Бурди

## Життєпис
Максим Бурда народився 30 січня 1997 року в місті Ковелі, нині Ковельської громади Ковельського району Волинської области України.
Навчався в Ковельських загальноосвітніх школах №№ 3, 8
2019 року закінчив гуманітарний факультет Національний університет «Острозька академія» (магістр журналістики). У 2017—2018 роках був фахівцем з дизайну в рекламному агентстві м. Шепетівки.
Працював весільним фотографом. Співзасновник молодіжного хабу «Ватра — правильний простір», член Молодіжної ради Ковельської міської ради і партії «Національний корпус».
Від 2019 — у теробороні. Допомагав волонтерам; навчався тактичній медицині, правилам ведення бою. Мав телеграм канал «Military photographer», де публікував військові фото з офіційних сторінок Збройних сил України.
Після початку повномасштабного російського вторгнення служив у ТрО, згодом став бійцем гранатометного відділення взводу вогневої підтримки 2-ї штурмової роти 2-го штурмового батальйону 3-ї окремої штурмової бригади. На фронті аеророзвідку поєднував із фотографією. Загинув 26 січня 2023 року біля м. Бахмута на Донеччині.
Похований 2 лютого 2023 року на Алеї Героїв у рідному місті.
Залишилися батьки і кохана.

## Виставки

### Персональні виставки
- 2023 — Небесний фотограф, Ковельська галерея мистецтв, м. Ковель (посмертно)[1]
- 2023 — Небесний фотограф, Національний університет «Острозька академія», м. Острог (посмертно)[2]
- 2023 — Небесний фотограф, Галерея Д12, м. Київ (посмертно)[3]
- 2023 — Небесний фотограф, Львівський палац мистецтв, м. Львів (посмертно)[4]
- 2023 — Небесний фотограф: під Бахмутом, Донецький обласний краєзнавчий музей (посмертно)[5]
- 2023 — Небесний фотограф, Бібліотека «ТАМА», м. Бжег-Дольний, Польща (посмертно)[6]
- 2023 — Небесний фотограф, Музей сучасного українського мистецтва Корсаків, м. Луцьк (посмертно)[7]
- 2023 — Небесний фотограф, Міський будинок культури, м. Рівне (посмертно)[8]
- 2023 — Небесний фотограф, Черкаський художній музей, м. Черкаси (посмертно)[9]
- 2023 — Небесний фотограф, м. Вальсроде, Німеччина (посмертно)[10]
- 2023 — Небесний фотограф, Музейно-виставковий центр, м. Калуш (посмертно)[11]
- 2023 — Небесний фотограф, Галерея «Монтаж», м. Вінниця (посмертно)[12]
- 2023 — Небесний фотограф, Хмельницький обласний художній музей, м. Хмельницький (посмертно)[13]
- 2024 — Небесний фотограф, Виставкова зала Національної спілки художників України, м. Івано-Франківськ (посмертно)[14]

### Колективні виставки
- 2023 — Небесний фотограф, м. Чикаго, США (посмертно)[15]

## Нагороди
- Орден «За мужність» III ступеня (14 березня 2023, посмертно) Президентом України[16] —  за особисту мужність і самовіддані дії, виявлені у захисті державного суверенітету та територіальної цілісності України[17];
- Медаль «За жертовність і любов до України» (25 травня 2023) Православною Церквою України. Отець ПЦУ Володимир офіційно вручив медаль мамі Максима Ірині Миколаївні на пʼятому відкритті виставки «Небесний Фотограф» у Луцьку, 8 липня 2023 року[18].
- Звання почесний громадянин міста Ковеля (29 червня 2023, посмертно) — за мужність і героїзм, виявлені у захисті незалежності та територіальної цілісності України, самовіддане виконання військового обов'язку[19]. 24 серпня 2023 року міський голова Ковеля, Ігор Чайка, посмертно присвоїв Максиму Бурді звання Почесного громадянина міста за заслуги перед Ковельською громадою та Україною[20].

## Вшанування пам'яті
Памʼятна дошка
29 вересня 2023 року на фасаді ліцею «Оберіг» м. Ковеля відкрито пам'ятну дошку на честь Максима Бурди.
Сайт памʼяті Максима Бурди
Рідні Максима: кохана Марія та мама Ірина створили сайт памʼяті Максима Бурди. Там вони зібрали усю інформацію про Героя, його цивільну і військову діяльність та його посмертні фотовиставки в Україні й закордоном, аби таким способом вшанувати памʼять Максима для сьогоднішнього та майбутнього покоління:  
Сайт памʼяті Максима Бурди: